# Evelyn
Evelyn je žensko osebno ime.

## Izvor imena
Ime Evelyn je različica ženskega osebnega imena Eva.

## Pogostost imena
Po podatkih Statističnega urada Republike Slovenije je bilo na dan 31. decembra 2007 v Sloveniji število ženskih oseb z imenom Evelyn: 19.

## Osebni praznik
Osebe z imenom Evelyn lahko godujejo takrat kot osebe z imenom Eva.